# Mircea Dăneasa
Mircea Dăneasa (n. 4 aprilie 1955, sat Hobița, comuna Pui, județul Hunedoara) este un pictor și sculptor român. Acesta a devenit senator în 2020 și este afiliat la partidul AUR.

## Date biografice
S-a născut la Hobița-Pui, județul Hunedoara.
A studiat la Institutul de Arte Plastice „Nicolae Grigorescu” din București pe care l-a absolvit în 1978. A urmat trei ani specializarea în sculptură.
A debutat în anul 1975.

## Expoziții în țară

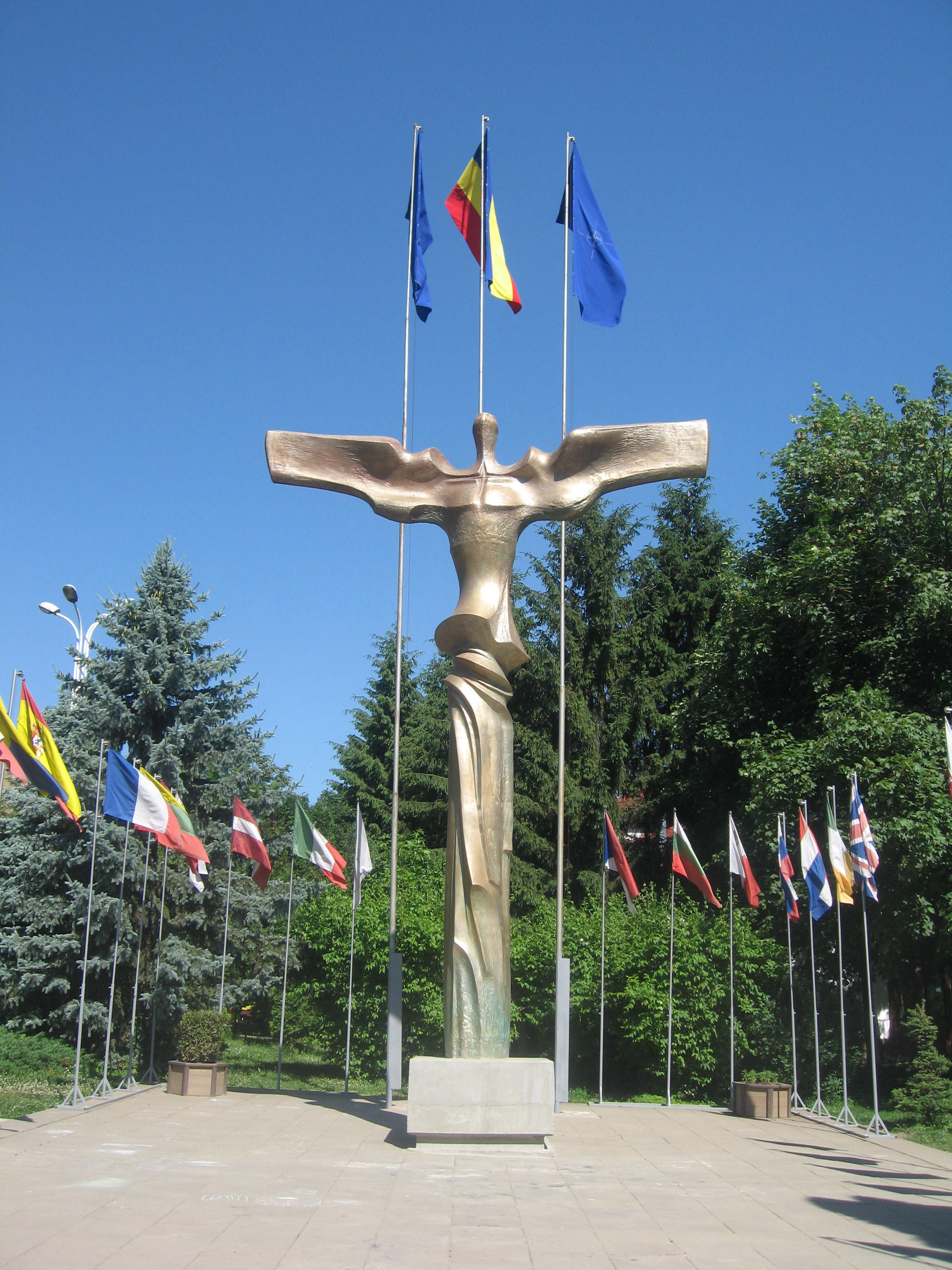
Statuia „Bucovina înaripată”, realizată de Mircea Dăneasa și amplasată în Parcul Drapelelor din Suceava

- Expoziții republicane
- Trienala de Design
- Republicana de Grafică
- Salonul Municipal
- Salonul de sculptură mică

## Expoziții externe
- Expoziție de grup în Japonia
- Expoziție Rovenna, Italia

## Premii și recunoașteri publice
- Premiul al III-lea la Concursul național „Voronețiana” în anii 1984, 1988 și 1995
- Medalia de aur la Rovenna, Italia

## Aprecieri critice

### Mircea Deac, critic de artă
„Sculptor de prestigiu, cu mare putere de adaptare la diferitele maniere ale secolului XX.”

## Vezi și
- Statuia „Bucovina înaripată” din Suceava